# 上猿
上猿（Pliopithecus），又名上古猿，是中新世至上新世已滅絕的一屬，是靈長目簡鼻亞目的成員。牠是於1837年在法國發現的。Anapithecus是牠的近親，並在最初時被認為是上猿的亞種。

## 外部連結
- Mikko's Phylogeny Archive